# 托雷利亚
托雷利亚（義大利語：Torreglia），是意大利威尼托大区帕多瓦省的一个市镇。总面积18.75平方公里，人口6231人，人口密度332.3人/平方公里（2009年）。国家统计（ISTAT）代码为028092。